# گوناشکار
گوناشکار (تلگویی: గుణశేఖర్؛ زادهٔ ۲ ژوئن ۱۹۶۴ میلادی) کارگردان فیلم، تهیه‌کننده فیلم و فیلم‌نامه‌نویس اهل هند است.
از فیلم‌ها یا مجموعه‌های تلویزیونی که وی در آن‌ها نقش داشته‌است، می‌توان به سرباز، اسکن، رودراما دوی، آرجون، من دوست دارم ببینم و خشم اشاره نمود.
وی همچنین برندهٔ جوایزی همچون جایزه فیلم‌فیر جنوب شده‌است.